# 陰兒房：鬼門陰深處
《陰兒房：鬼門陰深處》（英語：Insidious: The Red Door）是一部2023年美國超自然恐怖片，由派翠克·威爾森執導，史考特·提姆斯撰寫劇本，雷·沃納爾撰寫故事。該片為《陰兒房》系列第五部作品，也是2010年電影《陰兒房》以及2013年電影《陰兒房第2章：陰魂守舍》的直接續集。主演包括威爾森、蘿絲·拜恩和泰·辛普金斯。
《陰兒房：鬼門陰深處》2023年7月7日於美國上映；影評口碑不佳，但票房表現成功，成為系列票房之最。

## 剧情
2019年，即賈許·蘭伯特被附身九年後，他對自己在“陰深處”的經歷的記憶已被壓抑。他與妻子芮妮離婚，母親洛兰最近去世。他和兒子達頓的關係變得緊張，他想要趁送兒子上大學的时候緩和他們之間的關係，但最終以一場爭吵告終。
在達頓的第一堂藝術課上，他畫了一幅可以進入“陰深處”的紅門。與此同時，賈許開始被一只男鬼纠缠，最后發現这只鬼就是他小时候以为抛弃了全家人的父親本·伯頓。達頓與室友克丽丝一起參加兄弟會聚會，在那裡他看到了一名不斷嘔吐的學生的鬼魂。在不小心再次進入“陰深處”後，克丽丝给達頓看了斯佩克斯和塔克製作的YouTube影片，解釋了魂灵投射的原理，隨後还播放了一段埃莉斯·雷尼尔談論“陰深處”的片段。
達頓再次嘗試魂灵投射，克丽丝監視著他的身體，隨後被一個看不見的實體攻擊，她的尖叫聲驚動了達頓，達頓衝回了自己的身體，發現實體正是小時候折磨他的紅臉惡魔。克丽丝警告達頓不要再使用他的能力，这时達頓接到了他弟弟福斯特的電話，福斯特講述了他曾經反复夢見賈許想要殺死他們的經歷。達頓的記憶被唤醒了，他完成了他的畫作，畫中被附身的賈許站在紅門前。達頓心煩意亂之下被拉進了陰深處，回到了被附身的賈許在地下室攻击他們的情景。當賈許試圖殺死年幼的達頓時，他阻止了賈許，最終又被傳送回紅臉惡魔的巢穴。
賈許開始调查他的父親，發現他在精神病院被收容期間自殺。他與芮妮交談，芮妮透露了十年前他們家發生的事情的真相，以及他的父親也有魂灵投射的能力，但认为他所看到的東西是精神疾病的結果。福斯特給他們看了手机上收到的達頓畫作的照片，他們意識到達頓正處於危險之中。芮妮幫助賈許回到陰深處去營救兒子。
達頓被困在惡魔的巢穴中，惡魔佔據了他的身體並試圖殺死克丽丝，但賈許找到了達頓並解救了他。惡魔通過紅門追趕他們，賈許留在後面用身体把门抵住，達頓安全地回到了他的身體，用黑色颜料在他的紅門上涂画，于是真正的門和陰深處被永久封闭了。
賈許遇到了父親的靈魂，引導他回到了現實世界。回來後，賈許同意與芮妮和孩子們共進晚餐，暗示一家人可能會重聚。賈許離開時，遇到了埃莉斯的靈魂，她告訴他他有一個光明的未來。隨後，賈許開車前往達頓的大學，父子和解，達頓展示了一幅賈許抱著年幼的達頓走出陰深處的畫作。

## 演員
| 演員          | 角色          | 簡介 |
| ------------- | ------------- | ---- |
| 派翠克·威爾森 | 賈許·蘭伯特   |      |
| 蘿絲·拜恩     | 芮妮·蘭伯特   |      |
| 泰·辛普金斯   | 達頓·蘭伯特   |      |
| 安德魯·阿斯特 | 佛斯特·蘭伯特 |      |
| 琳·雪伊       | 愛麗絲·利尼爾 |      |

此外，辛克萊·丹尼爾（Sinclair Daniel）飾演克莉絲·溫斯洛（Chris Winslow）；希安·阿巴斯飾演愛瑪根教授（Professor Armagan）；彼得·達格飾演迪克尼克（Nick the Dick）；雷·沃納爾客串眼鏡男子。

## 製作
2018年，在《陰兒房第4章：鎖命亡靈》上映並取得票房成功後，第五部《陰兒房》電影隨即進入開發階段。製片人傑森·布倫表示有興趣與《凶兆》聯動。2020年10月，宣佈電影為《陰兒房》（2010年）和《陰兒房第2章：陰魂守舍》（2013年）的直接續集，並由系列主演派翠克·威爾森執導以及回歸出演，史考特·提姆斯撰寫劇本，雷·沃納爾撰寫故事；本片為威爾森的導演處女作。同月，宣佈泰·辛普金斯回歸出演。2022年8月，宣佈蘿絲·拜恩回歸出演，而彼得·達格、賈克斯·麥克倫登（Jarquez McClendon）、辛克萊·丹尼爾（Sinclair Daniel）以及希安·阿巴斯參演。

### 拍攝
電影於2022年8月開始進行主體拍攝。

## 發行
《陰兒房：鬼門陰深處》2023年7月7日於美國上映。

## 外部連結
- 互联网电影数据库（IMDb）上《陰兒房：鬼門陰深處》的资料（英文）